# Verrucosa septemmammata
Verrucosa septemmammata là một loài nhện trong họ Araneidae.
Loài này thuộc chi Verrucosa. Verrucosa septemmammata được Lodovico di Caporiacco miêu tả năm 1954.